# 김명운
김명운(1990년 2월 18일 ~ )은 대한민국의 전직 스타크래프트, 스타크래프트 II 프로게이머이다. 원래 생일이 1990년 4월 13일이지만 호적을 2개월 일찍 등록했다고 한다. Zero라는 아이디를 사용하다가 현재는 Queen 이란 아이디를 사용하며, 종족은 저그이다.

## 개요
2007년 상반기 드래프트에서 한빛 스타즈의 1차 지명으로 입단하였다.
곰TV MSL 시즌4에 처음으로 진출했으나 A조에 소속된 상태에서 32강에서 2패 탈락하였고, 이는 차기 시즌인 클럽데이 온라인 MSL에도 계속되었지만, 로스트 사가 MSL에서는 좋은 기량을 선보였다. 역시 A조에 소속된 상태에서 32강을 시작했다.
첫 경기에서 박문기를 꺾었지만 승자전에서 마재윤에게 패배하며 위기를 맞았다. 그러나 최종전에서 김택용을 히드라웨이브로 잡고 16강에 진출하는 이변을 연출시켰고, 16강에선 박명수를 상대로 0:1에서 2:1로 역전하며 8강에 갔고, 8강에서 다시 마재윤을 만나 뛰어난 뮤탈리스크 컨트롤을 선보이며 3:1로 생애 첫 4강에 진출했다.
그러나 4강에서 박찬수에게 3:0으로 셧아웃당하며 시드 획득에 만족해야 했다. 2009년 5월 박카스 스타리그 예선전을 통과하며 양대리거가 되었고, 2010년 3월 KeSPA 랭킹 4위에 오르며 사실상 웅진스타즈의 에이스로 등극했다.
2011년 5월 ABC마트 MSL 2011 4강에서 이제동을 꺾고 첫 결승 진출을 이루었지만 첫 결승전이다보니 긴장을 많이해 실력을 제대로 발휘하지 못하고 이영호에게 0:3으로 셧아웃을 당했다.
이후 스타리그에서 뛰어난 기량으로 4강까지 진출하였으나, 2012년 7월, 티빙 스타리그 2012 4강에서도 허영무와 접전 끝에 2:3으로 패하며 결승 진출에 실패한다.
그해 9월, FA 대상자로 선정되었으나, 원 소속팀으로 돌아가게 되었다.
2013년 10월 1일 웨이버 선수로 공시되면서 무소속 신분이 되었으며 결국 2013년 10월 24일 은퇴하였다.
은퇴 이후 아프리카TV 개인 방송을 시작하였으며, 아프리카 콩두 소속으로 헝그리앱리그(일명:콩두리그)에서 아쉽게 3위를 차지하였다.
전역 이후 2020년 4월 26일 아프리카TV 스타리그 시즌9 결승전에서 코리아 스타크래프트 리그 시즌4 우승자인 이재호를 4-1로 꺾고 데뷔 13년 만에 처음으로 개인리그 우승의 기쁨을 맛보았다. 그해 11월 15일, 아프리카TV 스타리그 시즌10 결승전에서도 승리하게 되면서 ASL 2연속 우승을 이뤄냈다. 현재까지 ASL은 그 전신인 VANT 리그를 포함하여 12개의 시즌이 진행되었는데, 2회 이상 우승 경력을 지닌 선수는 김명운, 김정우, 이영호 뿐이다.

## 개인 리그 경력
MSL에서 김명운은 3번이나 개막조에서 경기를 치렀다. 첫 번째 메이저 리그인 곰TV MSL S4에서 당시 디펜딩 챔프였던 박성균에게 개막조인 A조 선수로 지목되어 별다른 수확 없이 32강에서 탈락하고 만다. 클럽데이 온라인 MSL 2008에서도 디펜딩 챔프 박지수의 조에 포함되면서 또다시 개막조인 A조에 포함되었지만 변형태, 신상문에게 패하며 2패로 탈락하고 만다.
직후 대회였던 로스트사가 MSL 2009에서 다시 디펜딩 챔프 김택용에 의해 개막 조인 A조에서 경기를 치르게 된 김명운은, 2차전에서 박문기를 이기고 승자전에 진출하게 된다. 비록 승자전에서 마재윤에게 패했지만, 최종전에서 김택용을 격파하는 이변을 일으키며 16강에 진출하게 된다. 16강에서 박명수, 8강에서 다시 만난 마재윤을 3:1로 완파하며 처음으로 4강에 진출하게 된다. 하지만, 4강에서 박찬수를 만난 김명운은 3:0의 충격적인 완패를 당하고 만다.
김명운은 박카스 스타리그 2009에서 온게임넷의 오프라인 예선을 최초로 통과한다. 36강 B조에 위치하게 된 김명운은 안정적인 운영과 함께 과감한 전략적인 승부수를 띄우면서 1차전에서 MBC게임 신예 장민철, 2차전에서 붉은 셔틀의 곡예사 김구현을 모두 2:0으로 셧아웃시키며 16강에 진출하게 된다. 특히 2차전 1경기에서 중립 커맨드 센터가 배치된 '홀리월드' 맵의 특성을 이용, 인페스티드 테란을 생산하여 김구현을 완파하는 모습은 많은 이들에게 회자되었다. 김택용, 김창희, 진영수와 함께 C조에 속한 김명운은 세 경기를 모두 이기며 8강에 진출했다. 16강 리그에서도 김명운은 진영수의 커맨드 센터를 감염시키고, 다수의 하이템플러를 동반한 김택용의 한방 병력을 다수 퀸의 브루들링으로 하이템플러를 무력화시키며 제압하는 등, '퀸의 아들'다운 퍼포먼스를 보여 주며 돌풍의 핵으로 자리매김했다.
동시에 진행된 아발론 온라인 MSL 2009 D조 승자전에서 김윤환에게 패했다. 하지만 최종전에서 염보성을 꺾고 올라온 조병세에게 다시 이기면서 16강에 진출, 당시 프로리그에서의 부진을 극복하는 모습을 보여 줬다. MSL 16강에서는 기세가 오른 상태였던 박세정(위메이드 폭스)를 만나 2:0 승리로 8강에 진출하는 데에 성공하여, 차기 MSL 시드 획득과 함께 생애 첫 8강 양대리거가 되었다.
그러나 타종족전에 비해 저그전에서 난조를 보이기 시작한 김명운은 박카스 스타리그 8강에서는 이제동을 만나 0:2 로 패배하여 차기시즌 36강 시드를 확보하는 것에 만족해야 했고, 덩달아 MSL에서는 한상봉(당시 CJ 엔투스, 현 은퇴)을 만나 0:3 셧아웃을 당해 역시 양대리거의 신분을 유지하는 것으로 만족해야만 했다.
2009 EVER 스타리그 36강에서 김명운은 김재훈을 꺾고 올라온 이성은을 상대로 2:0으로 승리하여 16강에 진출하는 데에 성공했다. 그리고 16강에서 전 대회 준우승자 박명수의 B조에 포함된 김명운은, 진영수에게 역전승을 한 이후, 박명수를 빌드상의 우위로 승리하여 3승진출이 유력했으나, 가장 자신있는 프로토스전에서 박세정에게 역전패를 허용하여 3자 2인 진출 재경기를 하게 되었고, 재경기에서 박세정과 박명수를 완파하고 2승으로 조 1위로 8강에 진출하게 되었다. 8강에서 로열로드의 길을 걷고 있던 진영화를 만난 김명운은 경력이 일천한 상대에게 또다시 2:0의 완패를 당하며 16강 시드 확보에 실패했다.
NATE MSL 2009 H조 시드를 받은 김명운은 최종전 승리로 16강에 진출했지만 16강에서 이영호에 2:1로 패배하여 MSL 잔류에 실패한다. 3시즌만에 맞이한 2010 MSL 서바이버 토너먼트 시즌 1에서 김명운은 장윤철을 꺾었고, 승자전에서 박재혁의 본진에 해처리를 건설하는 과감한 승부를 띄워 승리를 거두며 5회 연속 MSL에 진출하게 되었다.
양대리거로 2010년을 맞은 김명운은 하나대투증권 MSL 2010 32강 첫경기에서 허영무에게 승리하지만 승자전에서 진영수에게 패배하고 결국 최종전 허영무와의 재대결에서 패하여 탈락하고 만다.
2010년의 첫 스타리그 대한항공 스타리그 2010 Season 1에서는 36강에서 김태균을 꺾고 올라가 본선에서는 김윤환, 정명훈, 박세정으로 이루어진 C조에서 전승으로 8강에 진출, 강력한 우승 후보 중 하나로 여겨졌다. 그러나 8강에서 사상 초유의 재재재재경기를 거쳐 올라온 김정우의 기세에 밀려 0:2로 패배하게 된다.
양대 리그에서 탈락한 김명운은 프로리그에서도 부진을 겪다가 빅파일 MSL 서바이버 토너먼트에서 김봉준만 2차례 꺾고 MSL 6회 연속 진출에 성공했다. 그러나 본선 무대에서는 김대엽과 차명환에게 연패하며 무기력하게 32강 탈락했다.
동시에 진행된 대한항공 스타리그 2010 Season 2에서는 이영호, 구성훈, 박재혁으로 이루어진 16강 B조에서 2승 1패를 거두며 조 2위로 3승을 거둔 조 1위 이영호와 함께 8강에 진출하게 된다. 8강 상대는 같은 팀 소속 윤용태. 김명운의 강력한 프로토스전과 스타리그를 처음 경험하는 윤용태의 상황상 김명운이 유리할 것으로 점쳐졌지만 김명운은 0:2의 스코어로 윤용태에게 완패하고 온게임넷 기준 8강 8전 전패를 기록, '8강 필패'의 불명예를 떠안게 되었다.
그 후 박카스 스타리그 2010에서는 36강에서 무기력하게 탈락하나 피디팝 MSL 2010에서는 8강에서 송병구를 3:0으로 셧아웃시키고 4강에 오른다. 하지만 저그전이 유독 약한 김명운은 4강에서 차명환에게 1:3으로 무기력하게 탈락한다.
다음 시즌인 ABC마트 MSL 2011에서 김명운은 4강에서 이제동을 3:1로 꺾고 저그전의 약점과 멘탈의 약점을 떨쳐냈다. 하지만 결승전에서 김명운은 결승전의 긴장감을 떨쳐내지 못하고 제대로 실력을 발휘하지 못해서 이영호에게 0:3으로 셧아웃을 당했다.
이어 이듬해 7월, 티빙 스타리그 2012 4강에서도 절친 허영무에게 접전 끝에 2:3으로 패하며 결승 진출에 실패했다.

## 프로토스전 연승
김명운은 데뷔 시기 프로토스전으로 주목받는 선수는 아니었으나, 신한은행 프로리그 08-09 시즌에 들어서면서 프로토스전에 큰 두각을 나타내게 되었다. 2009년 11월 11일, eStro의 신예 프로토스 신재욱 에게 승리하게 되면서 프로토스전 11연승을 달성하면서 연승공동 1위에 올라섰고, 2009년 11월 29일 공군ACE의 프로토스 박정석을 압도적인 경기력으로 제압하면서 12연승을 달성, 그 뒤 신한은행 프로리그 09-10서 이영호까지 꺾으며 13연승을 달성하였다. 하지만 EVER 스타리그 2009 16강 B조에서 박세정에게 일격을 당하면서 연승 기록은 13연승에서 마무리되었다. 해당 연승 기록은 17연승의 이제동에 이어서 2번째로 높은 기록으로 남게 되었다.
<김명운 대 프로토스전 13연승기록> : 2009.05.08 ~ 2009.12.8 (7개월)
- 2009년 5월 8일 - 김명운 승 vs 장민철 패 (박카스 스타리그 2009 36강 B조 1차전 1경기)
- 2009년 5월 8일 - 김명운 승 vs 장민철 패 (박카스 스타리그 2009 36강 B조 1차전 2경기)
- 2009년 5월 8일 - 김명운 승 vs 김구현 패 (박카스 스타리그 2009 36강 B조 2차전 1경기)
- 2009년 5월 8일 - 김명운 승 vs 김구현 패 (박카스 스타리그 2009 36강 B조 2차전 2경기)
- 2009년 7월 5일 - 김명운 승 vs 박세정 패 (신한은행 프로리그 08~09 5R 웅진 vs 위메이드 3세트)
- 2009년 7월 8일 - 김명운 승 vs 김택용 패 (박카스 스타리그 2009 16강 C조 5경기)
- 2009년 7월 9일 - 김명운 승 vs 박세정 패 (아발론 MSL 2009 16강 H조 1경기)
- 2009년 7월 14일 - 김명운 승 vs 박세정 패 (아발론 MSL 2009 16강 H조 2경기)
- 2009년 10월 13일 - 김명운 승 vs 김대엽 패 (신한은행 프로리그 09~10 1R KT vs 웅진 2세트)
- 2009년 11월 8일 - 김명운 승 vs 박세정 패 (신한은행 프로리그 09~10 1R 웅진 vs 위메이드 3세트)
- 2009년 11월 11일 - 김명운 승 vs 신재욱 패 (신한은행 프로리그 09~10 1R 웅진 vs eStro 3세트)
- 2009년 11월 29일 - 김명운 승 vs 박정석 패 (신한은행 프로리그 09~10 1R 웅진 vs 공군 2세트)
- 2009년 12월 7일 - 김명운 승 vs 이영호 패 (신한은행 프로리그 09~10 1R 웅진 vs 위메이드 1세트)

## 프로토스 중 천적 김대엽과 진영화
김명운은 프로토스를 상대로 압도적인 경기력으로 프로토스전에서는 잔실수가 없다면 거의 승리할정도로 프로토스전이 강한 저그 중 하나이다. 프로토스의 양대산맥인 김택용과 송병구를 상대로도 각각 김택용에는 공식전만으로는 4:3, 비공식전까지 합쳐서는 5:3, 송병구에는 9:6으로 앞서거나 비등비등하고 있다. 하지만 유독 김대엽과 진영화에게는 오히려 전적과 경기력이 밀렸다. 김대엽 같은 경우는 프로리그에서 처음 만나서 당시 신인이던 김대엽을 1번 잡았었으나, 그 후로 5연패를 했다가 2012년 7월에 김대엽을 상대로 5연패를 끊고, 승리하였으나, 그래도 2:5로 밀리고, 진영화에도 2:4로 전적이 밀린다. (하지만 사실 송병구를 상대로도 2010년까지는 1:4로 뒤져 있기도 했다. 그러나 현재 송병구와의 상대전적은 9:6 강세.) 그러나 김명운의 은퇴로 이 선수들과는 더 이상 만날 일들이 없게 되었다.

## 별명
- 어린왕자 : 어린 나이에 귀여운 외모로 붙여진 별명. 가수 이승환과 유사한 외모에서 유래한 것이기도 하다.
- 쥬인배 : 쥬니어 대인배의 준말로, 웅진스타즈의 전신이였던, 한빛스타즈의 저그 에이스 대인배 김준영의 뒤를 잇는 저그선수라는 뜻이다.
- 퀸의 아들 : 퀸을 쓰는 전략을 종종 구사하며, 퀸에 대한 애착이 강해서 붙여진 별명.
- 퀸명운 : 퀸의 아들과 같은 뜻이다.
- 8강 본좌 : 개인리그에서의 뛰어난 성적과, 온게임넷 스타리그 승률 1위 보유자 임에도 불구하고, 유독 8강에서만 약한 모습을 보이며, 4강 진출 경험이 없는 선수이기 때문에 붙은 별명이다. 스타리그에서만 해당된다. 지금까지 치른 8강서 8전전패중이었지만, Tving 스타리그 2012에서 지긋지긋한 8강 징크스를 드디어 깼다.
- 최종저막 : 09-10시즌 당시, 대 저그전 승률이 낮고, 연패를 기록하는 경우가 많아서 생긴 별명, 10-11시즌 들어서는 이제동 선수를 상대로 승리를 거두는 등 대체적으로 극복하는 모습을 보인다. 하지만 여전히 저그전은 불안한 상태이다.
- 에막 : 이재균 감독의 깊은 신임을 받으며, 에이스결정전에 가장 빈번히 출전하는 선수임에도 불구하고, 에이스결정전에서는 보통 경기만큼의 기량을 못내는 모습을 두고 생긴 별명. 그런데 SK플래닛 스타크래프트 프로리그 시즌2 막판에서는 팀동료 김민철이 에이스결정전에서 자주 패배를 하며 포스트시즌 실패의 원흉(?)이 되면서 김민철에게도 전염(?)이 된게 아닐까 싶다.
- 색마 : 김명운이 대한항공 스타리그 2010 시즌2 조 지명식 때 결승전에 초대가수로 아이유를 부르는 것이 소원이라고 했는데, 그것이 DC인사이드 스타크래프트 갤러리에 "김명운이 결승전에 초대가수로 아이유 불러서 능욕하고 싶다더라 하앜"으로 전해져 붙은 별명. (복수용달 프로그램에서 생긴 에피소드이기도 하다 아이유의 사진을 보았는데 유독 다리를 보았다는 이유이기도 하다.)
- 색뱅리쌍 : DC인사이드 스타크래프트 갤러리에서 양대 개인리그에서 탈락하는 등 부진한 모습을 보여주는 김택용을 빼고 최근 기세가 좋은 김명운을 넣자는 주장이 제기되며 생긴 별명이다. 그리하여 얼마간 스타크래프트 갤러리의 자동 짤방이 색뱅리쌍이었으나, 윤용태에게 패해 탈락한 후 스타크래프트 갤러리의 자동 짤방이 바뀌었다.
- 코못 : 절친한 팀동료 윤용태가 김명운의 작은 키를 조롱하며 '코트를 못 입는다'라 하여 붙여진 별명. 주로 숙소에서 쓰인다.
- 멘쓰 : 김명운의 멘탈(정신력)이 좋지 않아 '멘탈이 쓰레기다'라는 비난에서 붙여진 별명이다. 특히 저그 대 저그 동족전에서 항상 안정적으로 12풀을 주로 선택하는 플레이는 김명운의 플레이를 단적으로 보여주는 예였다. 하지만 김윤환과 이제동과의 경기에서 과감한 전략을 여러번 사용해 자신의 멘탈을 극복하였음을 모두에게 인정받았다. 하지만 결승에서 제기량을 발휘못해 패배하였다.

## 퀸의 아들
김명운은 박카스 스타리그 2009시즌에서 종종 퀸을 쓰는 전략을 구사하여 승리를 챙겼다. 2009년 5월 8일 김구현과의 36강 1차전 1세트 경기에서 홀리월드 맵 중앙의 중립 커맨드 센터를 감염시킨 후 인페스티드 테란을 적극 사용하는 전략으로 승리하며 네티즌 사이에서 홀리월드의 밸런스 문제에 대해 논란을 불러일으켰다. 16강 첫 경기였던 진영수와의 대결에서도 역시 중립 커맨드 센터를 감염시킨 후 인페스티드 테란을 사용하여 진영수의 전진을 저지시켰고 또 스커지를 통해 공격한 뒤 상대 커맨드 센터를 감염시키면서 GG를 받아냈다.
마찬가지로, 박카스 스타리그 2009 16강에서 김택용과의 경기에서는 다수 퀸의 브루들링으로 하이템플러를 저격하는 보기 드문 장면을 연출하며 승리를 챙겼다. 이에 대해 김명운은 자신의 별명이 '어린 왕자'여서 여왕을 사랑한다고 말하면서 지루한 장기전을 하고 싶지 않아 퀸을 자주 사용하게 된다고 이유를 밝혔다.[1].
그리고 NATE MSL 2009 32강에서 문성진과 패자전에서 만난 김명운은 뮤탈수에서 불리함을 느끼자, 스포어 콜로니를 변태시키고, 저그전에서 보기 드문 하이브 테크트리를 타면서 퀸을 뽑아내는 모습을 보여줬다. 본진에서 퀸의 인스네어를 사용하며 문성진의 뮤탈을 전멸시켜 숫자의 차이를 극복하면서, 디바우러 조합으로 승리를 거두었는데, 이후에도 김명운은 문성진 전에서 사용한 전략을 간간히 쓰고 있다.
이후 빅파일 MSL 2010 32강에서는 차명환과 패자전에서 만나 다시 퀸과 디바우러를 뮤탈리스크와 조합하여 사용하는 전략을 사용했다. 이에 차명환 역시 히드라리스크를 조합하여 퀸과 디바우러를 저격하는 방법으로 맞서면서 경기는 장기전이 되었고 러커에 디파일러, 그리고 마침내는 울트라리스크까지 등장하여 스타크래프트 방송 경기 저그 대 저그전 사상 가장 많은 유닛이 출현하는 경기가 되었다(가디언을 제외한 저그의 모든 유닛이 등장). 이 경기에서 김명운은 차명환의 적절한 마법 사용과 영리한 플레이, 그리고 많은 수의 멀티를 통한 물량에 패배했지만, 독특한 전략을 통해 또 하나의 진기한 저그전 명승부를 만들어 낸 주인공이 되었다.
기존의 '왕자'라는 별명의 뜻이 왕과 왕비의 아들인 것과 맞물려, 김명운에게는 퀸의 아들이라는 별명이 생겼으며, 종종 퀸명운으로 간략히 불리게 되었다.

## 저그 대 저그전 무승부
2010년 11월 26일 박카스 스타리그 2010의 36강 K조 2차전에서 36강 시드보유자 김명운은 예선을 통과해 올라온 김상욱을 상대하게 되었다. 1세트는 김명운, 2세트는 김상욱이 주고받은 팽팽한 상황에서 3세트 아즈텍에서의 경기가 진행되었다. 12드론 스포닝 풀 빌드를 선택한 김명운에 비해 빠른 앞마당 해처리로 빌드에서 앞서 간 김상욱은 라바의 우위를 활용하여 강력한 저글링 러시를 시도했으나, 김명운이 훌륭한 방어를 보여 주며 오히려 공중전을 압도, 공중병력의 양적 우위를 바탕으로 경기를 마무리짓나 싶었다. 그러나 김상욱은 뮤탈리스크 병력을 맵 끝까지 후퇴시키며 동시에 에볼루션 챔버를 건설, 스포어 콜로니로 본진방어에 성공했고, 공중병력 진멸을 위해 김상욱의 저글링 난입으로 인한 자신의 드론 피해도 아랑곳하지 않고 김상욱의 뮤탈리스크를 추격하던 김명운은 아연실색할 수밖에 없었다. 매우 암울한 상황에 놓인 김명운은 생산 가능한 모든 병력으로 김상욱의 드론을 집요하게 타격했고, 우위에 있는 공중병력으로 스포닝 풀과 에볼루션 챔버를 파괴했다. 결국 두 선수 모두 보유한 드론이 없게 되고 서로를 공격할 방법이 없게 되자, KeSPA 오형진 주심은 경기를 중단시키고 선수들의 의사를 물어 재경기를 실시했다. 이 경기는 스타크래프트 방송경기 역사상 최초의 경기외적 요소가 개입되지 않은 저그 대 저그전 무승부로 기록되었다. 이어진 재경기에서는 김상욱이 승리하여, 김명운은 스타리그 진출 이래 지켜 오던 36강 리그 5연속 통과 기록과 전승 기록을 모두 잃어버리게 되었다.

## 주요 선수들과의 전적
김명운의 은퇴로 이 전적들은 더 이상 모두 변함들이 없다.
한상봉 : 김명운은 한상봉을 상대로 공식전에서 한번도 승리를 한 적이 없다. 공식전만을 기준으로 0:5로 밀려 있다. 비공식전까지 합하면 3:7로 밀린다. 같은 팀이 된 적도 있었고, 2011년 봄에 한상봉이 임의탈퇴하면서 둘은 이젠 더는 만날 기회가 없을 뻔 했지만, 헝그리앱 스타즈리그 위드 콩두 4강을 통해 다시 만나게 되었지만 이번에도 한상봉이 승리했다.
- 2008년 5월 28일 신한은행 프로리그 2008 2라운드 한빛 vs CJ 4세트 한상봉 승
- 2009년 5월 31일 TG 삼보-인텔 클래식 시즌3 32강 1경기 김명운 승
- 2009년 5월 31일 TG 삼보-인텔 클래식 시즌3 32강 2경기 김명운 승
- 2009년 7월 1일 신한은행 프로리그 08-09 5라운드 CJ vs 웅진 5세트 한상봉 승
- 2009년 7월 23일 아발론 온라인 MSL 2009 8강 D조 1경기 한상봉 승
- 2009년 8월 4일 아발론 온라인 MSL 2009 8강 D조 2경기 한상봉 승
- 2009년 8월 4일 아발론 온라인 MSL 2009 8강 D조 3경기 한상봉 승
- 2009년 8월 18일 WCG 2009 대표선발전 24강 1경기 한상봉 승
- 2009년 8월 18일 WCG 2009 대표선발전 24강 2경기 김명운 승
- 2009년 8월 18일 WCG 2009 대표선발전 24강 3경기 한상봉 승

김윤환 : 친한상대인 김윤환도 꽤 자주 만나곤 했었는데 공식전은 11년까진 동률 이었으나 2011년 하반기와 2012년에 프로리그에서 김윤환과 2번 만나 모두 패하여 현재는 6:8로 밀려 있다.
- 2009년 3월 8일 신한은행 프로리그 08~09 3라운드 STX vs 웅진 3세트 김윤환 승
- 2009년 4월 25일 신한은행 프로리그 08~09 4라운드 웅진 vs STX 5세트 김명운 승
- 2009년 6월 6일 신한은행 프로리그 08~09 5라운드 STX vs 웅진 1세트 김윤환 승
- 2009년 6월 13일 아발론 MSL 2009 32강 D조 승자전 김윤환 승
- 2009년 12월 15일 신한은행 프로리그 09~10 2라운드 STX vs 웅진 5세트 김윤환 승
- 2010년 4월 7일 대한항공 2010 16강 C조 3경기 김명운 승
- 2011년 2월 21일 신한은행 프로리그 10~11 5라운드 웅진 vs STX 2세트 김명운 승
- 2011년 5월 12일 ABC마트 MSL 2011 8강 B조 1경기 김윤환 승
- 2011년 5월 21일 ABC마트 MSL 2011 8강 B조 2경기 김명운 승
- 2011년 5월 21일 ABC마트 MSL 2011 8강 B조 3경기 김윤환 승
- 2011년 5월 21일 ABC마트 MSL 2011 8강 B조 4경기 김명운 승
- 2011년 5월 21일 ABC마트 MSL 2011 8강 B조 5경기 김명운 승
- 2011년 12월 7일 SK플래닛 프로리그 11~12 1라운드 웅진 vs STX 1세트 김윤환 승
- 2012년 8월 11일 SK플래닛 프로리그 시즌2 3라운드 STX vs 웅진 2세트 김윤환 승

정명훈 : 이름이 비슷한 정명훈과 김명운 두 선수의 전적은 공식전 4:8(비공식 포함 5:10)로 열세에 놓여 있다. 2011년 상반기까지는 4:2로 (김명운이) 앞서고 있었으나 SK플래닛 프로리그 11~12 시즌부터 프로리그에서만 6번 만나 6번 모두 져서 정명훈전 6연패중이었다.
- 2009년 2월 16일 신한은행 프로리그 08~09 3라운드 웅진 vs SKT 2세트 김명운 승
- 2010년 1월 10일 신한은행 프로리그 09~10 2라운드 SKT vs 웅진 5세트 정명훈 승
- 2010년 4월 2일 대한항공 2010 16강 C조 2경기 김명운 승
- 2010년 8월 17일 WCG 2010 대표선발전 16강 1경기 김명운 승
- 2010년 8월 17일 WCG 2010 대표선발전 16강 2경기 정명훈 승
- 2010년 8월 17일 WCG 2010 대표선발전 16강 3경기 정명훈 승
- 2010년 12월 8일 신한은행 프로리그 10~11 2라운드 SK텔레콤 vs 웅진 7세트 정명훈 승
- 2011년 1월 24일 신한은행 프로리그 10~11 3라운드 SK텔레콤 vs 웅진 6세트 김명운 승
- 2011년 6월 7일 신한은행 프로리그 10~11 6라운드 SK텔레콤 vs 웅진 1세트 김명운 승
- 2011년 12월 14일 SK플래닛 프로리그 11~12 1라운드 웅진 vs SK텔레콤 1세트 정명훈 승
- 2012년 1월 11일 SK플래닛 프로리그 11~12 2라운드 웅진 vs SK텔레콤 1세트 정명훈 승
- 2012년 2월 22일 SK플래닛 프로리그 11~12 3라운드 SK텔레콤 vs 웅진 3세트 정명훈 승
- 2012년 5월 29일 SK플래닛 프로리그 시즌2 1라운드 웅진 vs SK텔레콤 1세트 정명훈 승
- 2012년 7월 3일 SK플래닛 프로리그 시즌2 2라운드 SK텔레콤 vs 웅진 1세트 정명훈 승
- 2013년 4월 27일 SK플래닛 스타크래프트 II 프로리그 12-13 4라운드 웅진 vs SKT 1세트 정명훈 승

신상문 : 신상문에겐 매우 열세이다. 공식전 전체 전적 중 1경기 빼고 프로리그에서 전부 만났었는데 첫만남에선 김명운이 이겼으나 이후 신상문 전 6연패를 당해 신상문은 김명운에게 공포의 대상이 되었다. 공식전 전적 3:8로 많이 밀려있음.
- 2008년 4월 14일 신한은행 프로리그 2008 한빛 vs 온게임넷 1세트 김명운 승
- 2008년 9월 18일 클럽데이 온라인 2008 32강 A조 4경기 신상문 승
- 2009년 1월 18일 신한은행 프로리그 08~09 3라운드 웅진 vs 온게임넷 6세트 신상문 승
- 2009년 5월 11일 신한은행 프로리그 08~09 4라운드 하이트 vs 웅진 5세트 신상문 승
- 2009년 10월 24일 신한은행 프로리그 09~10 1라운드 하이트 vs 웅진 3세트 신상문 승
- 2009년 10월 24일 신한은행 프로리그 09~10 1라운드 하이트 vs 웅진 5세트 신상문 승
- 2010년 6월 19일 신한은행 프로리그 09~10 5라운드 하이트 vs 웅진 5세트 신상문 승
- 2010년 11월 3일 신한은행 프로리그 10~11 1라운드 하이트 vs 웅진 2세트 김명운 승
- 2010년 12월 21일 신한은행 프로리그 09~10 2라운드 하이트 vs 웅진 7세트 신상문 승
- 2011년 12월 27일 SK플래닛 프로리그 11~12 시즌1 1라운드 CJ vs 웅진 2세트 김명운 승
- 2012년 1월 31일 SK플래닛 프로리그 11~12 시즌1 2라운드 웅진 vs CJ 1세트 신상문 승

이주영 : 은퇴한 이주영에게도 매우 약하다. 상대전적 1:3으로 약간 밀려 있다. 이주영은 은퇴하여 이제 둘은 더 이상 만날 기회가 없다.
- 2008년 7월 6일 신한은행 프로리그 2008 2라운드 한빛 vs 공군 2세트 이주영 승
- 2009년 2월 21일 신한은행 프로리그 08-09 3라운드 공군 vs 웅진 7세트 김명운 승
- 2009년 5월 20일 신한은행 프로리그 08-09 4라운드 웅진 vs 공군 2세트 이주영 승
- 2009년 6월 17일 신한은행 프로리그 08-09 5라운드 공군 vs 웅진 3세트 이주영 승

이제동 : 이제동과의 관계는 공식전만으로는 8:13으로 5경기 밀려 있다. 비공식까지 포함하면 9:15로까지 밀린다. 주로 프로리그에서 자주 만났었다.
- 2007년 3월 15일 2007 1차 듀얼토너먼트 예선 6조 4강 1경기 이제동 승
- 2007년 3월 15일 2007 1차 듀얼토너먼트 예선 6조 4강 2경기 이제동 승
- 2008년 5월 18일 신한은행 프로리그 2008 1라운드 한빛 vs 르까프 1세트 이제동 승
- 2008년 6월 1일 신한은행 프로리그 2008 2라운드 르까프 vs 한빛 1세트 이제동 승
- 2009년 1월 14일 신한은행 프로리그 08-09 2라운드 르까프 vs 웅진 2세트 김명운 승
- 2009년 2월 3일 신한은행 프로리그 08-09 3라운드 화승 vs 웅진 2세트 이제동 승
- 2009년 6월 22일 신한은행 프로리그 08-09 5라운드 화승 vs 웅진 3세트 이제동 승
- 2009년 7월 24일 박카스 스타리그 2009 8강 D조 1경기 이제동 승
- 2009년 7월 31일 박카스 스타리그 2009 8강 D조 2경기 이제동 승
- 2009년 10월 19일 신한은행 프로리그 09-10 1라운드 화승 vs 웅진 2세트 김명운 승
- 2009년 10월 19일 신한은행 프로리그 09-10 1라운드 화승 vs 웅진 5세트 이제동 승
- 2010년 2월 1일 신한은행 프로리그 09-10 3라운드 웅진 vs 화승 4세트 김명운 승
- 2010년 5월 10일 신한은행 프로리그 09-10 4라운드 웅진 vs 화승 1세트 이제동 승
- 2010년 5월 10일 신한은행 프로리그 09-10 4라운드 웅진 vs 화승 5세트 이제동 승
- 2010년 6월 7일 신한은행 프로리그 09-10 5라운드 화승 vs 웅진 3세트 이제동 승
- 2010년 8월 8일 경남 STX컵 마스터즈 2010 7-8위전 웅진 vs 화승 3세트 김명운 승
- 2010년 11월 13일 신한은행 프로리그 10-11 1라운드 웅진 vs 화승 7세트 김명운 승
- 2011년 1월 19일 신한은행 프로리그 10-11 3라운드 화승 vs 웅진 5세트 이제동 승
- 2011년 5월 26일 ABC마트 MSL 2011 4강 A조 1경기 김명운 승
- 2011년 5월 26일 ABC마트 MSL 2011 4강 A조 2경기 이제동 승
- 2011년 5월 26일 ABC마트 MSL 2011 4강 A조 3경기 김명운 승
- 2011년 5월 26일 ABC마트 MSL 2011 4강 A조 4경기 김명운 승
- 2012년 12월 23일 SK플래닛 스타크래프트 II 프로리그 12-13 1라운드 EG-TL vs 웅진 3세트 이제동 승
- 2013년 1월 19일 SK플래닛 스타크래프트 II 프로리그 12-13 2라운드 웅진 vs EG-TG 5세트 김명운 승

이영호 : 이영호에도 상대전적에서 밀리고 있는데, 5:7로 열세다. ABC마트 MSL 2011 결승전에서 0:3 셧아웃으로 패배해 준우승에 그친 적도 있다. 그러나 프로리그 및 포스트시즌에서는 김명운이 더 많이 이겼었다.
- 2008년 6월 17일 신한은행 프로리그 2008 2라운드 한빛 vs KTF 2세트 이영호 승
- 2008년 11월 25일 신한은행 프로리그 08-09 1라운드 웅진 vs KTF 5세트 김명운 승
- 2009년 12월 17일 NATE MSL 2009 16강 E조 1경기 이영호 승
- 2009년 12월 26일 NATE MSL 2009 16강 E조 2경기 김명운 승
- 2009년 12월 26일 NATE MSL 2009 16강 E조 3경기 이영호 승
- 2010년 7월 30일 대한항공 스타리그 2010 시즌2 16강 B조 2경기 이영호 승
- 2011년 1월 26일 신한은행 프로리그 10-11 3라운드 KT vs 웅진 6세트 김명운 승
- 2011년 6월 11일 ABC마트 MSL 2011 결승전 1경기 이영호 승
- 2011년 6월 11일 ABC마트 MSL 2011 결승전 2경기 이영호 승
- 2011년 6월 11일 ABC마트 MSL 2011 결승전 3경기 이영호 승
- 2011년 7월 16일 신한은행 프로리그 10-11 준플레이오프 1차전 KT vs 웅진 7세트 김명운 승
- 2012년 12월 17일 SK플래닛 스타크래프트 II 프로리그 12-13 1라운드 KT vs 웅진 2세트 김명운 승

김정우 : 김정우에게는 김명운이 매우 열세이다. 공식전만 따진 상대전적에서 2:5로 크게 밀려있다. 비공식전까지 합치면 5:9로까지 밀린다. 당시 공식전만을 기준으로 김정우에 4연패 중이었다가 2013년 1월에 연패를 끊었다.
- 2008년 10월 18일 신한은행 프로리그 08-09 1라운드 웅진 vs CJ 2세트 김정우 승
- 2009년 1월 21일 신한은행 프로리그 08-09 3라운드 CJ vs 웅진 2세트 김명운 승
- 2009년 8월 22일 블리자드 인비테이셔널 승자조 결승 1경기 김정우 승
- 2009년 8월 22일 블리자드 인비테이셔널 승자조 결승 2경기 김명운 승
- 2009년 8월 22일 블리자드 인비테이셔널 승자조 결승 3경기 김정우 승
- 2009년 8월 23일 블리자드 인비테이셔널 최종 결승전 1경기 김정우 승
- 2009년 8월 23일 블리자드 인비테이셔널 최종 결승전 2경기 김명운 승
- 2009년 8월 23일 블리자드 인비테이셔널 최종 결승전 3경기 김정우 승
- 2009년 11월 23일 신한은행 프로리그 09-10 1라운드 CJ vs 웅진 5세트 김정우 승
- 2010년 4월 23일 대한항공 스타리그 2010 시즌1 8강 C조 1경기 김정우 승
- 2010년 4월 30일 대한항공 스타리그 2010 시즌1 8강 C조 2경기 김정우 승
- 2010년 6월 2일 신한은행 프로리그 09-10 5라운드 웅진 vs CJ 2세트 김정우 승
- 2010년 8월 9일 경남 STX컵 마스터즈 2010 6-7위전 CJ vs 웅진 6세트 김명운 승
- 2013년 1월 5일 SK플래닛 스타크래프트 II 프로리그 12-13 2라운드 웅진 vs CJ 6세트 김명운 승

염보성 : 염보성에게는 김명운이 상대전적에서 4:2로 약간 앞서 있다. 염보성의 사실상 은퇴로 더 이상 전적은 무변이다.
- 2008년 1월 3일 곰TV MSL 시즌4 32강 A조 승자전 염보성 승
- 2008년 12월 30일 신한은행 프로리그 08-09 2라운드 MBC게임 vs 웅진 2세트 김명운 승
- 2010년 2월 9일 신한은행 프로리그 09-10 3라운드 MBC게임 vs 웅진 1세트 김명운 승
- 2010년 3월 27일 신한은행 프로리그 09-10 3라운드 플레이오프 MBC게임 vs 웅진 7세트 염보성 승
- 2010년 12월 18일 피디팝 MSL 2010 32강 G조 승자전 김명운 승
- 2011년 1월 9일 신한은행 프로리그 10-11 3라운드 웅진 vs MBC게임 7세트 김명운 승

고석현 : 고석현을 상대로는 매우 강세다. 공식전만을 기준으로 상대전적 4:1로 크게 앞서 있다. 비공식전까지 따지면 5:1로 더 강세. 고석현의 스타2 전향으로 둘은 이제 더 이상 만날 기회가 없을 것 같았으나, e스포츠의 종목전환으로 다시 만날 가능성이 생겼었으나 김명운이 은퇴할때까지 끝끝내 둘은 만나지 못했다.
- 2009년 1월 31일 신한은행 프로리그 08-09 3라운드 웅진 vs MBC게임 1세트 김명운 승
- 2009년 11월 1일 신한은행 프로리그 09-10 1라운드 웅진 vs MBC게임 5세트 김명운 승
- 2010년 2월 9일 신한은행 프로리그 09-10 3라운드 MBC게임 vs 웅진 2세트 김명운 승
- 2010년 8월 15일 경남 STX컵 마스터즈 2010 4-5위전 MBC게임 vs 웅진 5세트 김명운 승
- 2011년 3월 21일 신한은행 프로리그 10-11 4라운드 웅진 vs MBC게임 1세트 고석현 승
- 2011년 4월 19일 ABC마트 MSL 2011 C조 1경기 김명운 승

조일장 : 조일장에게도 강세다. 공식전만의 상대전적 4:1로 앞서 있다. 비공식까지 따지면 5:1 더 강세. 조일장의 사실상 은퇴로 더이상은 만날 일이 없다.
- 2008년 8월 14일 08-09 프리시즌 한빛 vs STX 7세트 김명운 승
- 2010년 2월 24일 신한은행 프로리그 09-10 3라운드 STX vs 웅진 6세트 김명운 승
- 2011년 2월 21일 신한은행 프로리그 10-11 4라운드 STX vs 웅진 4세트 조일장 승
- 2011년 4월 30일 ABC마트 MSL 2011 16강 E조 1경기 김명운 승
- 2011년 5월 5일 ABC마트 MSL 2011 16강 E조 2경기 김명운 승
- 2012년 8월 4일 SK플래닛 프로리그 시즌2 3라운드 제8게임단 vs 웅진 1세트 김명운 승

차명환 : 차명환에게는 매우 약세다. 상대전적 3:6으로 크게 밀린다. 여담으로 이전 팀동료였던 김민철도 차명환에 1:3으로 밀려 있을 정도로 약하다.
- 2009년 6월 1일 신한은행 프로리그 08-09 5라운드 삼성전자 vs 웅진 1세트 차명환 승
- 2010년 6월 12일 신한은행 프로리그 09-10 5라운드 웅진 vs 삼성전자 5세트 차명환 승
- 2010년 7월 15일 빅파일 MSL 2010 32강 G조 패자전 차명환 승
- 2010년 10월 23일 신한은행 프로리그 10-11 1라운드 삼성전자 vs 웅진 3세트 김명운 승
- 2011년 2월 10일 피디팝 MSL 2010 4강 B조 1경기 차명환 승
- 2011년 2월 10일 피디팝 MSL 2010 4강 B조 2경기 김명운 승
- 2011년 2월 10일 피디팝 MSL 2010 4강 B조 3경기 차명환 승
- 2011년 2월 10일 피디팝 MSL 2010 4강 B조 4경기 차명환 승
- 2011년 3월 15일 신한은행 프로리그 10-11 4라운드 삼성전자 vs 웅진 5세트 김명운 승

고강민 : 김명운은 저그전이 약하지만, 고강민에게는 강하다. 상대전적 3:0 무패로 강세.
- 2008년 5월 5일 신한은행 프로리그 2008 1라운드 KTF vs 한빛 4세트 김명운 승
- 2010년 11월 10일 신한은행 프로리그 10-11 1라운드 KT vs 웅진 1세트 김명운 승
- 2011년 12월 24일 SK플래닛 프로리그 11-12 시즌1 1라운드 웅진 vs KT 1세트 김명운 승

박영민 : 박영민에게는 강세. 상대전적 공식전만으로는 2:2 타이이나, 비공식전까지 합치면 4:2 더 강세다. 박영민이 사실상 은퇴를 했기에 이 전적은 변함없다.
- 2007년 11월 20일 13차 MSL 서바이버 토너먼트 예선 8조 4강 1경기 김명운 승
- 2007년 11월 20일 13차 MSL 서바이버 토너먼트 예선 8조 4강 2경기 김명운 승
- 2008년 2월 11일 14차 MSL 서바이버 토너먼트 A조 2경기 박영민 승
- 2008년 2월 11일 14차 MSL 서바이버 토너먼트 A조 최종전 박영민 승
- 2010년 1월 18일 신한은행 프로리그 09-10 2라운드 웅진 vs 공군 2세트 김명운 승
- 2010년 4월 25일 신한은행 프로리그 09-10 4라운드 공군 vs 웅진 2세트 김명운 승

신대근 : 신대근과의 전적은 공식전만으로는 7:3, 비공식전까지 합치면 9:4다. 여담으로 김명운은 티빙 스타리그 2012 8강에서 신대근과의 대결을 앞두고 스타리그 8강 8전 전패중이었는데, 3:1로 역전승하며 전패를 끊어냈다. 현재 신대근전 5연승 중.
- 2007년 11월 20일 13차 MSL 서바이버 토너먼트 예선 8조 결승 1경기 신대근 승
- 2007년 11월 20일 13차 MSL 서바이버 토너먼트 예선 8조 결승 2경기 김명운 승
- 2007년 11월 20일 13차 MSL 서바이버 토너먼트 예선 8조 결승 3경기 김명운 승
- 2009년 3월 4일 신한은행 프로리그 08-09 3라운드 웅진 vs 이스트로 3세트 신대근 승
- 2009년 5월 25일 신한은행 프로리그 08-09 4라운드 웅진 vs 이스트로 1세트 신대근 승
- 2009년 11월 11일 신한은행 프로리그 09-10 1라운드 이스트로 vs 웅진 5세트 김명운 승
- 2012년 1월 8일 SK플래닛 프로리그 11-12 시즌1 2라운드 웅진 vs STX 2세트 김명운 승
- 2012년 6월 19일 티빙 스타리그 2012 8강 B조 1경기 신대근 승
- 2012년 6월 19일 티빙 스타리그 2012 8강 B조 2경기 김명운 승
- 2012년 6월 19일 티빙 스타리그 2012 8강 B조 3경기 김명운 승
- 2012년 6월 19일 티빙 스타리그 2012 8강 B조 4경기 김명운 승
- 2013년 1월 21일 SK플래닛 스타크래프트 II 프로리그 12-13 2라운드 STX vs 웅진 7세트 김명운 승
- 2013년 2월 3일 SK플래닛 스타크래프트 II 프로리그 12-13 3라운드 웅진 vs STX 3세트 김명운 승

주영달 : 주영달과의 전적은 공식전만으로는 2:0, 비공식전까지 합치면 4:1 더 강세다.
- 2007년 12월 13일 곰TV MSL 시즌4 서바이버 토너먼트 8조 최종전 김명운 승
- 2008년 2월 5일 1차 스타챌린지 2008 예선 O조 8강 1경기 김명운 승
- 2008년 2월 5일 1차 스타챌린지 2008 예선 O조 8강 2경기 주영달 승
- 2008년 2월 5일 1차 스타챌린지 2008 예선 O조 8강 3경기 김명운 승
- 2009년 11월 4일 신한은행 프로리그 09-10 1라운드 웅진 vs 삼성전자 3세트 김명운 승

김봉준 : 김봉준과의 전적은 3:0 강세다. 2010년 6월에만 아흐레 간격으로다가 세차례 만났었다. 신한은행 프로리그 10-11에서 같은 팀이 되기도 했으나, 이듬해 10월 김봉준의 은퇴공시로 둘은 더는 맞붙을 일이 없다.
- 2010년 6월 10일 빅파일 MSL 2010 서바이버 토너먼트 7조 1경기 김명운 승
- 2010년 6월 10일 빅파일 MSL 2010 서바이버 토너먼트 7조 최종전 김명운 승
- 2010년 6월 19일 신한은행 프로리그 09-10 5라운드 하이트 vs 웅진 2세트 김명운 승

이성은 : 이성은과의 전적은 4:2 강세다. 이성은전 3연승을 하기도 했고, 6번째 양선수가 맞붙은 경기는 이성은의 제대전 마지막 경기였다. 또 스타1에서 테란이 주종인 이성은은 스타2에서는 프로토스로 플레이를 한다. 이성은의 은퇴로 두선수는 이제 더는 맞붙을 기회가 없다.
- 2008년 12월 17일 신한은행 프로리그 08-09 2라운드 삼성전자 vs 웅진 4세트 이성은 승
- 2009년 10월 28일 에버 스타리그 2009 36강 H조 2차전 1경기 김명운 승
- 2009년 10월 28일 에버 스타리그 2009 36강 H조 2차전 2경기 김명운 승
- 2010년 4월 11일 신한은행 프로리그 09-10 4라운드 삼성전자 vs 웅진 2세트 김명운 승
- 2012년 1월 4일 SK플래닛 프로리그 11-12 시즌1 2라운드 공군 vs 웅진 1세트 이성은 승
- 2012년 7월 16일 SK플래닛 프로리그 11-12 시즌2 2라운드 공군 vs 웅진 후반전 2세트 김명운 승

허영무 : 김명운은 송병구와 자주 접전을 펼치곤 했었고, 허영무와도 자주 접전을 펼치곤 했었다. 상대전적은 공식전만으로는 7:8이나, 비공식전까지 포함하면 7:9로 두경기 밀린다. 송병구와의 접전은 송병구 항목을 참조할 것.
- 2008년 4월 22일 신한은행 프로리그 2008 1라운드 삼성전자 vs 한빛 4세트 김명운 승
- 2008년 12월 17일 신한은행 프로리그 08-09 2라운드 삼성전자 vs 웅진 5세트 허영무 승
- 2009년 2월 9일 신한은행 프로리그 08-09 3라운드 웅진 vs 삼성전자 6세트 허영무 승
- 2010년 4월 1일 2010 MSL 시즌1 32강 B조 2경기 김명운 승
- 2010년 4월 1일 2010 MSL 시즌1 32강 B조 최종전 허영무 승
- 2010년 6월 12일 신한은행 프로리그 09-10 5라운드 웅진 vs 삼성전자 3세트 김명운 승
- 2010년 12월 12일 신한은행 프로리그 10-11 2라운드 웅진 vs 삼성전자 3세트 허영무 승
- 2011년 6월 17일 스타리그 2011 프로-암 예선 와일드카드전 12강 허영무 승
- 2011년 7월 10일 신한은행 프로리그 10-11 6강 플레이오프 2차전 웅진 vs 삼성전자 2세트 김명운 승
- 2011년 7월 12일 신한은행 프로리그 10-11 6강 플레이오프 3차전 웅진 vs 삼성전자 1세트 김명운 승
- 2012년 7월 10일 티빙 스타리그 2012 4강 A조 1경기 허영무 승
- 2012년 7월 10일 티빙 스타리그 2012 4강 A조 2경기 김명운 승
- 2012년 7월 10일 티빙 스타리그 2012 4강 A조 3경기 김명운 승
- 2012년 7월 10일 티빙 스타리그 2012 4강 A조 4경기 허영무 승
- 2012년 7월 10일 티빙 스타리그 2012 4강 A조 5경기 허영무 승
- 2013년 5월 30일 SK플래닛 스타크래프트 II 프로리그 12-13 5라운드 삼성전자 vs 웅진 3세트 허영무 승

## 주요 기록

### 전적
통산전적 (13.04.29 기준, 스타2 전적포함)
|             | 경기 | 승-패   | 승률  |
| ----------- | ---- | ------- | ----- |
| 대 테란     | 114  | 60–54   | 52.6% |
| 대 저그     | 189  | 102–87  | 54.0% |
| 대 프로토스 | 124  | 74–50   | 59.7% |
| 총합        | 427  | 236–191 | 55.3% |

### 개인 수상
스타크래프트 : 메이저 개인리그 준우승 1회, 블리자드 공인 개인리그 우승 2회

#### 스타크래프트
- 2006년 제24회 커리지매치 입상
- 2008년 곰TV MSL 시즌4 32강
- 2008년 클럽데이 온라인 MSL 2008 32강
- 2009년 로스트사가 MSL 2009 3위
- 2009년 아발론 온라인 MSL 2009 8강
- 2009년 박카스 스타리그 2009 8강
- 2009년 곰TV TG삼보-인텔 클래식 2008 시즌3 16강
- 2009년 블리즈컨 2009 스타크래프트 부문 준우승
- 2009년 EVER 스타리그 2009 8강
- 2009년 NATE MSL 2009 16강
- 2010년 대한항공 스타리그 2010 Season 1 8강
- 2010년 하나대투증권 MSL 2010 32강
- 2010년 빅파일 MSL 2010 32강
- 2010년 대한항공 스타리그 2010 Season 2 8강
- 2010년 박카스 스타리그 2010 36강
- 2011년 피디팝 MSL 2010 3위
- 2011년 ABC마트 MSL 2011 준우승 (0:3 이영호)
- 2012년 Tving 스타리그 2012 3위
- 2012년 2012 대한민국 e스포츠 대상 스타크래프트: 브루드워 저그 최우수 선수상

은퇴 이후
- 2014년 픽스 9차 소닉 스타리그 16강
- 2014년 위메프 GOM 클래식 시즌4 4강
- 2014년 헝그리앱TV e스포츠 리그 스타크래프트 스페셜매치 1주차 준우승 (1:2 구성훈)
- 2014년 스타즈파티 인 차이나 준우승 (0:3 김택용)
- 2014년 스베누 10차 소닉 스타리그 32강
- 2015년 헝그리앱 스타즈 리그 위드 콩두 3위
- 2015년 스베누 11차 소닉 스타리그 시즌2 8강
- 2015년 스포타임즈 스타리그 우승 (4:3 염보성)
- 2016년 니너스 스타리그 우승 (4:3 김정우)
- 2016년 VANT 36.5 대국민 스타리그 4강 (1:3 김정우)
- 2019년 코리아 스타크래프트 리그 시즌4 4강 (1:4 정윤종)
- 2020년 아프리카TV 스타리그 시즌9 우승 (4:1 이재호)
- 2020년 아프리카TV 스타리그 시즌10 우승 (4:3 박상현)

#### 스타크래프트 II
- 2013년 제4회 인천 실내무도아시아경기대회 스타2 부문 국가대표 선발전 32강
- 2013년 2013 WCS 코리아 시즌 2 챌린저리그 48강
- 2013년 2013 WCS 코리아 시즌 3 챌린저리그 32강